# The Shunning
The Shunning is een Amerikaanse film uit 2011 gemaakt door Hallmark Channel en gebaseerd op het gelijknamige boek van Beverly Lewis. Het is een onderdeel van een trilogie; The Confession en The Reckoning.

## Verhaal
De jonge Katie Lapp maakt deel uit van een amishgemeenschap in Lancaster County.
Een aantal jaren terug verdronk haar vriendje en toeverlaat Daniel in een rivier en thans is ze verloofd met John Beiler, de lokale bishop.
Ze twijfelt echter of ze het strenggelovige leven met hem wel wil en dweept met rockmuziek die verboden is in de gemeenschap.
Dan ontdekt ze dat haar ouders een groot geheim verbergen voor haar en de rest van de gemeenschap.
Ze gaat nog verder in tegen de regels en komt daardoor in conflict met haar strenggelovige vader.
Dat leidt ertoe dat de kerkleiding een shunning tegen haar uitspreekt, wat inhoudt dat niemand zich nog met haar mag inlaten tot ze haar fouten inziet en boete doet.
Katies ouders kunnen hun geheim niet langer verbergen en vertellen haar dat ze illegaal geadopteerd is.
Haar destijds zestienjarige moeder kon niet voor haar zorgen en kwam hen in het ziekenhuis tegen vlak nadat ze hun eigen pasgeboren dochtertje hadden verloren.
Die moeder ligt nu op sterven en probeerde tevergeefs via Katies ouders contact te zoeken.
Ten slotte laten ze echter toe dat Katie met de bus naar New York trekt om haar op te zoeken.

## Rolbezetting
| Acteur             | Personage              | Opmerkingen               |
| ------------------ | ---------------------- | ------------------------- |
| Danielle Panabaker | Katie Lapp             | protagonist               |
| Bill Oberst Jr.    | Samuel Lapp            | Katies vader              |
| Sandra Van Natta   | Rebecca Lapp           | Katies moeder             |
| Sherry Stringfield | Laura Mayfield-Bennett | Katies biologische moeder |
| Alexa Yeames       | Laura Mayfield-Bennett | Katies biologische moeder |
| David Topp         | Daniel Fisher          | Katies vroegere vriendje  |
| Burgess Jenkins    | John Beiler            | Katies verloofde          |